# Exerodonta perkinsi
Exerodonta perkinsi är en groddjursart som först beskrevs av Campbell och Brodie 1992.  Exerodonta perkinsi ingår i släktet Exerodonta och familjen lövgrodor. IUCN kategoriserar arten globalt som akut hotad. Inga underarter finns listade i Catalogue of Life.